# Жизнь (симфония)
Симфо́ния «Жизнь» — неоконченное произведение русского композитора-романтика Петра Ильича Чайковского, над которым он, предположительно, работал в 1890 или 1891 году. В российском «Тематическом и библиографическом каталоге произведений П. И. Чайковского» наброски к нему включены в ČW 443, а в англоязычном тематико-систематическом каталоге Bloomington & Indianapolis 2002 года — в TchH 238, которым в обоих каталогах является Симфония ми-бемоль мажор. К Симфонии «Жизнь» принято относить два листка с текстовыми надписями и связанными с ними нотными набросками, сделанными композитором. Искусствоведы сходятся во мнении, что они соотносятся со временем создания секстета для струнных инструментов «Воспоминание о Флоренции» Чайковского. Относительно датировки в музыковедении сложились две разные точки зрения. Одни исследователи утверждали, что Симфония «Жизнь» была задумана задолго до неоконченной Симфонии ми-бемоль мажор (1892) и знаменитой Шестой симфонии (1893), а её замысел и сохранившиеся эскизы относятся к 1890 году. Этой точки зрения, в частности, придерживались доктор искусствоведения Юлий Кремлёв и доктор искусствоведения Арнольд Альшванг. Другую точку зрения, например, высказало в 1958 году научное издание «Музыкальное наследие П. И. Чайковского: Из истории его произведений», а в 1970 году её обосновал кандидат искусствоведения Владимир Блок. В соответствии с ней, текстовые и нотные наброски относятся к 1891 году, а Симфония «Жизнь» — не отдельный замысел Чайковского, а первоначальное название, программа и эскизы Симфонии ми-бемоль мажор, уничтоженной самим автором. Отдельные части Симфонии ми-бемоль мажор при этом были включены в другие произведения композитора. От названия «Жизнь» для этой Симфонии в процессе работы над ней композитор впоследствии отказался.
К 2023 году сложилась достаточно обширная научная и научно-популярная литература, посвящённая Симфонии «Жизнь». Исследователи анализируют программный замысел этой симфонии, соотносят эскизы Симфонии «Жизнь» с сохранившимся нотным материалом Симфонии ми-бемоль мажор, пытаются определить идейную преемственность «Патетической» симфонии с Симфонией «Жизнь». Научная дискуссия получила отражение в публицистике и документальном кинематографе. Заголовок этой симфонии стал названием выставок, состоявшихся в Государственном мемориальном музыкальном музее-заповеднике П. И. Чайковского в Клину в связи со 175- и со 180-летием со дня рождения композитора.

## Замысел Симфонии в набросках Чайковского и попытки их датировки исследователями

### Автограф набросков Симфонии «Жизнь»
С замыслом создания Симфонии «Жизнь» обычно связывают надписи Петра Ильича Чайковского на обороте нотного наброска к секстету для струнных инструментов «Воспоминание о Флоренции». Этот набросок не вошёл в опубликованный вариант секстета. Размер данного листа нотной бумаги — 36 × 34 см. 

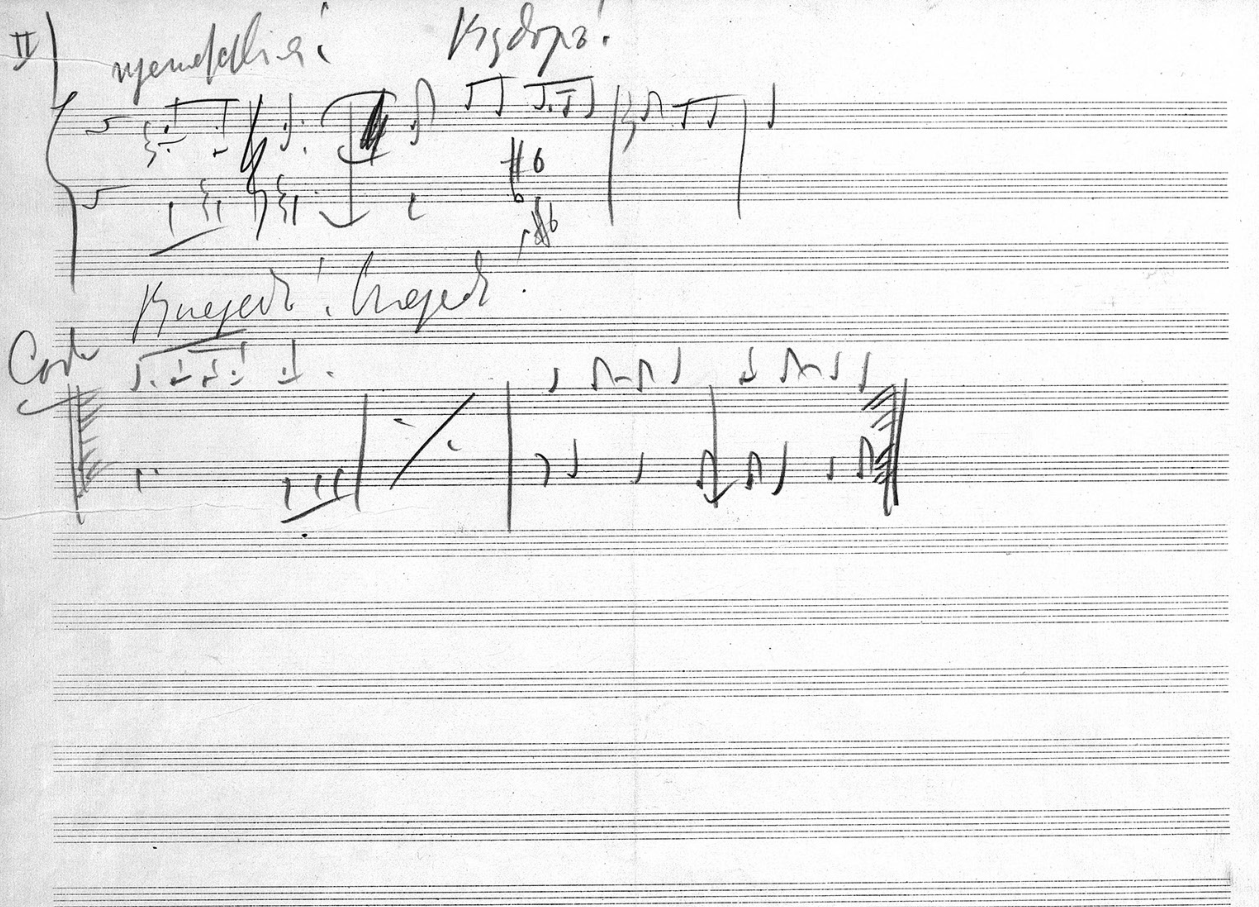
Пётр Чайковский. Наброски Симфонии «Жизнь». Из фондов Государственного мемориального музыкального музея-заповедника П. И. Чайковского

На листе нотной бумаги рукой Чайковского был написан текст (с сохранением орфографии и пунктуации оригинала): «Дальнейшее суть скиццы к Симфонии Жизнь! Первая часть — вся порыв, уверенность, жажда деятельности. Должна быть краткая. (Финал смерть — результат разрушения). (2 часть любовь; 3 разочарование; 4 кончается замиранием, тоже краткая)». На ещё одном отдельном листе находится нотный эскиз Первой части Симфонии «Жизнь» в тональности ми-бемоль мажор и размере 3 / 4 или на 6 / 8. Этот лист сохранил записи, касающиеся, по мнению доктора искусствоведения Юлия Кремлёва, части первой этой Симфонии: «Жизнь. I) Юность». На обороте также находились нотные наброски и текст: «II) Препятствия!», «Вздор!», «Соdа. Вперёд! вперёд!». 
По распоряжению младшего брата Чайковского Модеста сундук с рукописями композитора в 1905 году был перевезён из Клина в Москву и помещён в несгораемой комнате издательства Петра Юргенсона. После смерти Модеста Ильича, оставившего наследие своего старшего брата Московскому отделению Русского музыкального общества, в 1916 году сундук был вскрыт в помещении музея Московской консерватории. Подробное описание процедуры вскрытия составил музыковед и фольклорист Юлий Энгель, отмечавший, что ключа к замку сундука не было, поэтому пришлось воспользоваться услугами слесаря. Выяснилось, что в сундуке хранились нотные рукописи с консерваторских времён вплоть до последних месяцев жизни композитора, а также записные книжки, наброски либретто, письма, а также некоторые мемориальные вещи Петра Ильича Чайковского. Среди содержимого сундука Энгель упомянул и неизвестные до того времени наброски Симфонии «Жизнь».
Информация о данных записях была опубликована в 1950 году в Первом томе «Автографы к музыкальным произведениям: Записные книжки и дневники» советского издания «Автографы П. И. Чайковского в архиве Государственного мемориального музыкального музея-заповедника П. И. Чайковского в Клину: Справочник» в разделе «VIII. Наброски к неосуществлённым проектам». Им была дана следующая характеристика:

СИМФОНИЯ «ЖИЗНЬ» (замысел 1890—1892 гг.). Эскизы тем (23 тт.), в Еs-dur и набросок программы, на обратной стороне листа с наброском темы секстета «Воспоминание о Флоренции». Лист вырван из нотной тетради с эскизами балета «Щелкунчик» и оперы «Иоланта». Перед наброском программы надпись композитора: «Дальнейшее суть скиццы к симфонии Жизнь!». Записи карандашом. Шифр А, а1, Л № 67, папка XXII.— Автографы П. И. Чайковского в архиве Дома-музея в Клину: Справочник
В данном издании была предпринята впоследствии забытая попытка внести чёткое различение между двумя типами подготовительных записей композитора к будущим музыкальным произведениям: «эскиз» и «набросок». Первый термин предполагает «более законченную и полную фиксацию музыкального содержания», второй — более «этюдную, рабочую запись». Выделены были также «эскизы типа черновой рукописи». Под ними понималась «фактически совершенно исчерпывающая фиксация всего произведения». Авторы-составители подчёркивали большое значение эскизной стадии работы Чайковского. По их утверждению, это была самая любимая и самая важная стадия работы композитора в процессе создания произведения. Они цитировали письмо самого Чайковского, чтобы раскрыть её особенности: «Пишу я свои эскизы на первом попавшемся листе, а иногда и на лоскутке нотной бумаги. Пишу весьма сокращённо, мелодия никогда не может явиться в мысли иначе, как с гармонией вместе. Вообще оба эти элемента музыки вместе с ритмом никогда не могут отделиться друг от друга, т. е. всякая мелодическая мысль носит в себе подразумеваемую к ней гармонию и непременно снабжена ритмическим делением».
Свои нотные записи Чайковский делал при любых обстоятельствах и в любых условиях, по мере возникновения идеи. Часто это происходило в пути, на прогулках, а наброски делались на первом попавшемся листе бумаги, на бюварах, письмах и в записных книжках. Обычно нотные записи сопровождались текстовыми замечаниями, которые относились к форме музыкального произведения, будущей гармонизации записанной мелодии, к предстоящей оркестровке.

Расшифровка эскизов П. И. Чайковского к Симфонии «Жизнь», 1958

В настоящее время автографы записей, относящихся к Симфонии «Жизнь», входят в коллекцию Государственного мемориального музыкального музея-заповедника П. И. Чайковского под сигнатурами А, А1, № 67, папка XII. Три листа хранящейся там подборки содержат эскизы ко второму действию балета «Щелкунчик» и к отдельным номерам оперы «Иоланта». На листе 1 представлены наброски тем в ми-бемоль миноре (они датированы: «10 мая 1891 г., на море нем. «auf See»), фа мажоре и ля миноре. Листы 2 и 3 содержат набросок «для секстета» (первая страница), а на следующих трёх страницах находятся нотные наброски в ми-бемоль мажоре к Симфонии «Жизнь» с текстовыми программными дополнениями. Расшифровка сделанных Петром Ильичём набросков Симфонии «Жизнь» была осуществлена в издании «Музыкальное наследие П. И. Чайковского: Из истории его произведений», которое вышло в 1958 году.
«Тематический и библиографический каталог произведений П. И. Чайковского», вышедший в 2006 году (информация о наброске к Симфонии «Жизнь» изложена только на английском языке, в отличие от большинства других подобных фрагментов перевода на русский язык в тексте указателя нет), сообщает некоторую информацию о записях композитора, связанных с этой симфонией: «3 листа, пронумерованные следующим образом: листы I, II, стр. 1—2 (не используется [в Симфонии ми-бемоль мажор]) [май 1891 г.]. В карандаше… стр. 1 (над наброском): „22 мая / 10, 91. В океане“. Л. I содержит набросок с пометкой „Для секстета“» (англ. «3 folios numbered as follows: folios 1, II, pp. 1—2 (not used) [May 1891]. In pencil… P. 1 (above the sketch): „May 22 / 10, 91. In the ocean“. F. I contains a sketch marked „For the sextet“»). В «Тематическом и библиографическом каталоге произведений П. И. Чайковского» наброски к Симфонии «Жизнь» включены в ČW 443, которым является Симфония ми-бемоль мажор, а в англоязычном тематико-систематическом каталоге Bloomington & Indianapolis 2002 года они отнесены к TchH 238, который также соответствует Симфонии ми-бемоль мажор.
Наброски к Симфонии «Жизнь» были опубликованы в международном «Новом полном собрании сочинений» Чайковского в томе 39с, посвящённом «Патетической» симфонии. Он вышел в 2003 году на русском и немецком языках в Майнце и Москве.

### Первая попытка датировки набросков

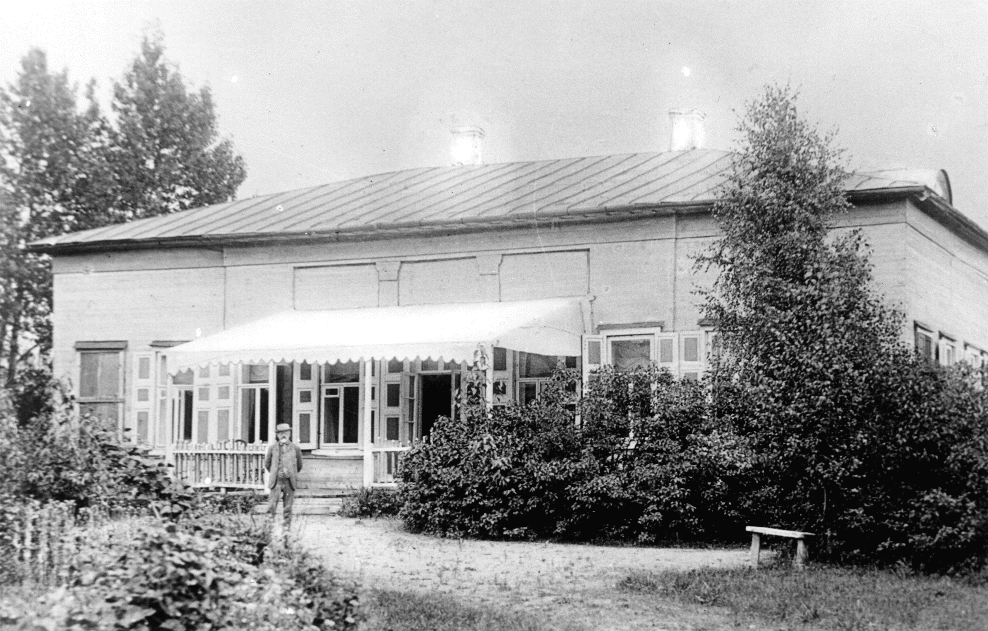
Чайковский возле своего дома во Фроловском, 1890

Доктор искусствоведения Юлий Кремлёв в главе «Шестая симфония» своей книги «Симфонии П. И. Чайковского», вышедшей в 1955 году, делал чёткое различие между тремя, по его мнению, так и оставшимися нереализованными замыслами трёх разных симфоний Петра Ильича Чайковского начала 1890-х годов: ми-бемоль мажор, «Жизнь» и ми минор. Советский музыковед, доктор искусствоведения Арнольд Альшванг исходил из точки зрения о разных симфонических замыслах, предшествовавших Шестой симфонии, и предположил в 1940 году в статье «Последняя симфония Чайковского», что замысел Симфонии «Жизнь» возник у Чайковского непосредственно во время работы над «Воспоминанием о Флоренции» — в 1890 году. Заметки сделаны на обороте нотного листа с эскизами этого произведения. 
Замысел секстета возник у композитора ещё в 1886 году, несколько раз он предпринимал попытки приступить к работе над сочинением, но забрасывал её, только 13 июня 1890 года работа над произведением началась, а в 20-х числах июля этого же года была закончена созданием его инструментовки. Кандидат искусствоведения Григорий Моисеев, однако, писал, что восстановление хронологии появления секстета затруднительно в связи с тем, что до нашего времени дошли далеко не все эскизы этого произведения. Местом сочинения стало Фроловское в окрестностях города Клин, где в то время проживал композитор, арендуя усадебный дом. Работа прерывалась во время поездок Чайковского.
По мнению Альшванга, композитор использовал чистую сторону листа для записи названия Симфонии «Жизнь», как обычно делал в случае «начала новой большой работы». Нотные эскизы же к ней он разместил на отдельном листе. Искусствовед писал: «Это было возможно лишь в случае внезапно возникшего творческого импульса: тогда, как и всегда в таких случаях, композитор пользовался любой бумагой, книгой, оказавшимися под руками». Альшванг писал, что Симфония «Жизнь» была задумана задолго до неоконченной Симфонии ми-бемоль мажор (1892) и Шестой симфонии (1893). Он пытался разыскать какие-либо другие наброски композитора, которые могли бы относиться к Симфонии «Жизнь», но вынужден был констатировать: «Других словесных и нотных записей, прямо или косвенно относящихся к симфонии „Жизнь“, нам обнаружить не удалось».

### Вторая попытка датировки набросков

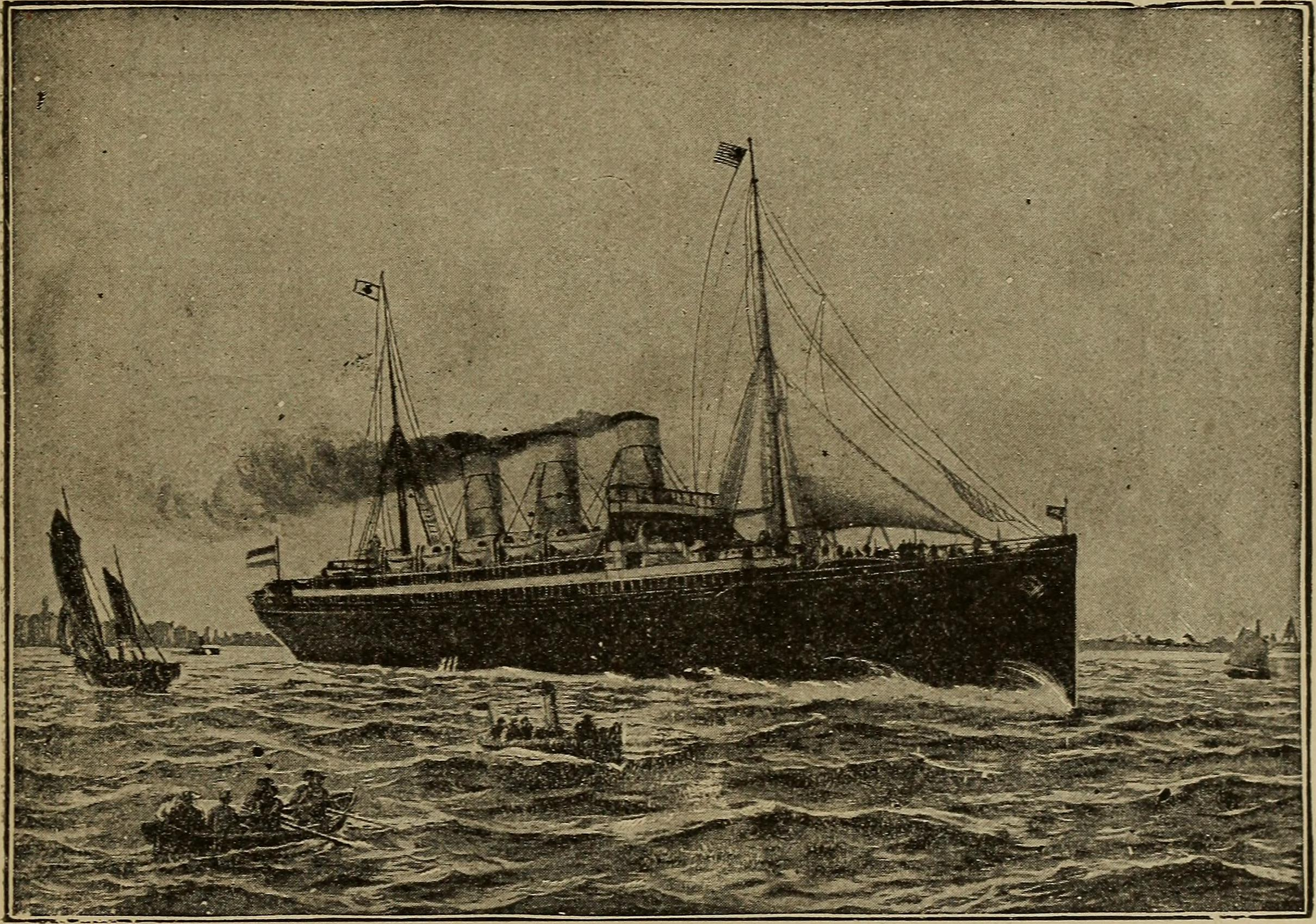
Пароход «Бисмарк» в 1893 году

В том же 1970 году в статье «На пути к Патетической» кандидат искусствоведения Владимир Блок сделал вывод, что представление о нескольких симфониях, над которыми Чайковский якобы работал в промежуток времени между Пятой и Шестой симфониями, — глубокое заблуждение. Симфония ми-бемоль мажор, Симфония «Жизнь» и Симфония ми-минор, о которых писали советские искусствоведы, по его убеждению, — одно и то же произведение. Главная тема Части I Симфонии ми-бемоль мажор является трансформацией темы из набросков Симфонии «Жизнь». Блок писал: «Ясно, что наиболее яркие интонационные звенья этих тонально тождественных тем… обнаруживают их несомненное родство». Он даже утверждал, что именно этот вариант в окончательной версии партитуры Чайковского вытеснил первоначальный вариант. Ряд тем из этой же записной книжки так и не вошли в Симфонию ми-бемоль мажор, но Блок с иронией отмечал: «вряд ли кто-либо, основываясь только на наличии эскизных тем, не вошедших в партитуру «Пиковой дамы», будет делать вывод о существовании у Чайковского одновременно возникшего замысла неосуществлённой оперы…».
Владимир Блок писал, что у Чайковского не было обыкновения работать одновременно над несколькими крупными инструментальными сочинениями, он, правда, оговаривался, что крупные сценические замыслы у Чайковского часто возникали почти одновременно, однако и в этом случае размышления над подобными замыслами не перерастали в работу над музыкой к ним. Исследователь не допускал даже мысли, чтобы композитор мог начать сочинение Симфонии ми-бемоль мажор, если бы работа над симфониями ми-минор и «Жизнь» велась продолжительное время и не была бы к этому времени завершена. Блок утверждал: «При сосредоточенности Чайковского над последовательным воплощением владевшей его творческим воображением в данный промежуток времени музыкальной образности… такой способ работы был противоестественным и почти беспрецедентным».
Блок приводил ещё и текстологические аргументы в пользу своей точки зрения: 
- Эскизы Симфонии «Жизнь», по мнению Блока, созданы в 1891 году на листочках, вырванных из записной книжки с набросками к балету «Щелкунчик» и опере «Иоланта», над которыми Чайковский работал именно в это время. Представление о трёх симфониях, с точки зрения Блока, связано с ошибочной датировкой вырванных листков, содержащих записи «Дальнейшее суть скиццы к симфон[ии] Жизнь!…» и связанных со струнным секстетом «Воспоминание о Флоренции». Эту ошибочную датировку сделал Альшванг, отнеся их к 1890 году. Однако в 1890 году была создана только первая редакция секстета, а вторая была осуществлена в 1891 году. Именно ко второй, по мнению Блока, и следует относить данные записи. Поэтому они и оказались в тетради с набросками к «Щелкунчику» и «Иоланте», над которыми он работал в 1891 году[27][32]. Во время поездки в США в 1891 году у Чайковского были с собой тетради «Щелкунчика» и «Иоланты», которые в настоящее время входят в собрание Дома-музея композитора в Клину. Они зарегистрированы под сигнатурами А1, № 44 и 45[3].

В подтверждение своей точки зрения исследователь приводил письмо композитора Михаилу Ипполитову-Иванову от 3 июня (сразу после окончания своего путешествия в США), в котором Чайковский выражал желание «радикально переделать струнный секстет». В ходе путешествия он уже начал набрасывать эскизы нового варианта.
- Существует ещё один листок, вырванный из той же нотной тетради, откуда были вырваны и два листка, содержащие эскизы Симфонии «Жизнь». На нём стоит дата — 10 мая (по новому стилю — 22 мая) 1891 года[33][34]. В этот же день (10 мая), возвращаясь из США и находясь на борту парохода «Бисмарк[нем.]» в Атлантическом океане, композитор занёс в свой дневник фразу: «В 8 часов первый завтрак. Ем яичницу и пью чай с пфанд-кухеном. Чай хорош. Хожу пото́м по нижней палубе, занимаюсь, читаю. Под занятием разумею эскизы к будущей симфонии»[35][33][36]. По мнению Блока, под этой симфонией имеется в виду именно Симфония ми-бемоль мажор «Жизнь», которую ошибочно относили к 1890 году[33][31].
- В записях композитора нет даже малейшего намёка на отказ от замысла сочинить Симфонию «Жизнь», что противоречит обыкновению Чайковского делиться с близкими людьми ходом работы над своими сочинениями[27][34]. Ни Модест Чайковский, ни исследователи, детально изучавшие эскизы Чайковского, такие как Борис Асафьев или Семён Богатырёв, вообще не упоминали о замыслах Петра Ильича написать Симфонию ми-минор или Симфонию «Жизнь»[37].

Блок в результате делал вывод, что первоначально Симфония ми-бемоль мажор должна была, по замыслу автора, носить название «Жизнь», но позже Чайковский отказался от этого названия. Значительное число своих выводов Блок повторил в статье «Восстановление Симфонии Es-dur Чайковского» (1972), которая вошла в сборник «С. С. Богатырёв. Статьи. Исследования. Воспоминания».
Несмотря на убеждение Владимира Блока в принадлежности именно ему выводов статьи, они содержатся уже в вышедшем ещё в 1958 году издании «Музыкальное наследие П. И. Чайковского: Из истории его произведений» (авторы-составители — доктор искусствоведения Елена Орлова и Ксения Давыдова). В нём эскизы Симфонии «Жизнь» и Симфонии ми минор воспринимались как замыслы Симфонии ми-бемоль мажор, а наброски к Симфонии «Жизнь» безоговорочно датировались 1891 годом.

## Симфония в советском музыковедении
Доктор искусствоведения Юлий Кремлёв делал чёткое различие между тремя, по его мнению, так и оставшимися нереализованными замыслами трёх разных симфоний Петра Ильича Чайковского начала 1890-х годов: ми-бемоль мажор, «Жизнь» и ми минор. Юлий Кремлёв относил наброски Симфонии Чайковского «Жизнь» к началу 1890-х годов. Он проанализировал короткие замечания Чайковского о замыслах этой симфонии, которые сопровождали нотные наброски. 
Исследователь писал, что первоначальные замыслы Чайковского в процессе сочинения музыкального произведения неузнаваемо изменялись, поэтому судить по сохранившимся текстовым и музыкальным записям «о возможных конкретных путях реализации его замысла в этой неосуществлённой симфонии» невозможно. Можно чётко представлять только «направление самого замысла». Чайковский собирался создать философскую музыкальную поэму о человеческой жизни: юности, зрелости, старости и смерти. Кремлёв даже предположил, что на такой замысел композитора могли подвигнуть произведения литературы, например, роман Ивана Гончарова «Обломов».
Кремлёв считал, в частности, что Чайковский основой программы Симфонии «Жизнь» собирался сделать «любовь» и «разочарование», что, по мнению искусствоведа, вполне традиционно. Оригинальным он считал обращение к образу смерти как к образу «разрушения». Он отмечал нерелигиозность подобного замысла. Вывод, который Кремлёв делал на этом основании: «Мысль Чайковского, хотя и тяготевшая временами к религии, всё-таки настойчиво пыталась в художественных образах обходиться без бога, одним лишь человеком, его страстями и событиями его реальной жизни». По мнению Кремлёва, композитор хотел создать «объективную концепцию» — написать «средствами симфонической музыки историю души со стороны». Попытка оказалась самообманом, так как она не отвечала лирическому таланту Чайковского, что он в конце концов и сам понял.
Доктор искусствоведения Арнольд Альшванг сначала в статье о Шестой симфонии для журнала «Советская музыка», а затем в 800-страничной монографии «П. И. Чайковский», вышедшей в 1970 году, писал, что замысел неосуществлённой Симфонии «Жизнь», который должен был обобщить основные стадии человеческой жизни, настолько сильно овладел сознанием композитора, всегда стремившегося «осмыслить через музыку наиболее общие проблемы жизни», что Чайковский уже не мог отказаться от этой темы, «тем более что она явилась итогом очень многих частных проблем, занимавших композитора в течение всей его творческой деятельности». Итогом его размышлений на эту тему стала Шестая симфония. Альшванг также отмечал, что упрощённые нотные записи, сделанные композитором на листках с изложением программы так и не написанной симфонии «Жизнь», полностью соответствует содержанию текстовых записей.
Доктор искусствоведения Екатерина Ручьевская оценивала Симфонию «Жизнь» как один из этапов на пути к «симфонии как произведению, которое должно стать итогом творчества, итогом раздумий целой
жизни». Нотные эскизы и программу Симфонии «Жизнь» она датировала 1891 годом. От «биографической» программы, характерной для Симфонии «Жизнь», композитор впоследствии отказался, а сама она осталась только неосуществлённым проектом. 
Кандидат искусствоведения Александр Должанский в монографии «Симфоническое творчество П. И. Чайковского» (1981) различал не три, а только два разных неосуществлённых симфонических замысла Чайковского. К 1890—1892 годам, по его мнению, относятся наброски Симфонии «Жизнь». К ним он относил только те из записей композитора, что и Кремлёв. К другому симфоническому замыслу, который овладел мыслями Чайковского в это же время, он относил записи Чайковского: «Мотив: Зачем? Зачем? Для чего?… Начало и основная мысль всей симфонии», «Мотив для финала после Зачем?… Сначала нет ответа, а потом вдруг торжественно». В обоих случаях, по мнению музыковеда, речь идёт не о программе каждой из симфоний, а «об определении темы симфонии, предмета её философского осмысления». Должанский считал, что черновые наброски Симфонии «Жизнь» дают материал для размышлений над идейным замыслом «Патетической» симфонии: «Жизнь человека, её смысл, её грани, картины развития её важнейших сторон составили основное содержание последней симфонии Чайковского».
С точкой зрения Должанского совпадает мнение кандидата искусствоведения Надежды Николаевой. Она также выделяла неосуществлённые симфонические замыслы Чайковского: «программной симфонии „Жизнь“ и симфонии e-moll». В обоих случаях композитор замышлял «произведение большой трагической темы». Главная же идея Симфонии «Жизнь» — «борьба жизни и смерти, созидания и разрушения». По мнению Николаевой, записи композитора свидетельствуют о наличии в Симфонии «Жизнь» программы, повествующей о пути человека от юности к смерти. Симфония же Es-dur, уничтоженная композитором, так как она «не соответствовала направленности творческих замыслов композитора в этом жанре», в представлении Николаевой — предшественница «Патетической» (Шестой) симфонии.
Кандидат искусствоведения Надежда Туманина, анализируя завершающий период жизни композитора во втором томе «Великий мастер. 1878—1893» (1968) своей монографии о композиторе, писала, что Чайковский был одержим мыслью о программной симфонии под названием «Жизнь», но полной ясности в отношении неё у него пока ещё не было. В главной теме, написанной в ми миноре, автор книги находила «декламационную выразительность и мелодическую распевность» (она аналогична настроению Шестой симфонии). Эта тема должна была, по мнению Туманиной, стать лейтмотивом всей этой симфонии. Вторая тема сурово-героического характера противоположна лейтмотиву и больше характерна для Финала Пятой симфонии композитора. В этой теме заметна ритмика марша, её «резко восходящее направление мелодии» противостоит нисходящему направлению лейтмотива. Работу над этой симфонией Чайковский прекратил. В этой же записной книжке находятся наброски будущей Симфонии ми-бемоль мажор. 
По мнению Туманиной, Чайковский метался между различными концепциями замысла: «Порой его привлекала идея создания героической симфонии, где утверждались бы светлые образы; иногда же возникала совершенно противоположная концепция и на первый план выступала мысль воплотить в музыкальных образах трагическую сторону жизни — тяжёлого пути к смерти». Ко второму варианту она относила заметки под рубрикой «Зачем? Зачем? Для чего?», а также записи 10 (22) мая 1891 года, которые первоначально были сделаны в тетради с набросками к балету «Щелкунчик», но позже Чайковский вырвал их. По мнению искусствоведа, основной идеей Симфонии «Жизнь» в тональности ми-бемоль мажор должно было стать противопоставление жизни и смерти, но сохранившиеся музыкальные наброски, снабжённые самим композитором надписями, всё-таки не носят трагического характера. Туманина предполагала, что это — темы для Первой части симфонии. Тема, озаглавленная «Жизнь. 1) Юность», наполнена светом и радостью. В другой теме, сочинённой на борту парохода «Бисмарк», «скорбные, печально-углублённые интонации создают образ, полный отрешённости и какого-то возвышенного страдания». Однако позже Чайковский отказался от трагического варианта симфонии в пользу героического с преобладанием светлых образов. Летом этого же года, сочиняя оперу «Иоланта», Чайковский набросал ещё ряд эскизов «для финала симфонии в Es-dur». Эти эскизы, хотя они и не вошли в более позднюю Симфонию ми-бемоль мажор, демонстрируют, что композитор теперь видел в Финале образ «победы жизни и человеческой воли». Тем же летом 1891 года Чайковский окончательно остановился на концепции оптимистической симфонии. Работа над Симфонией ми-бемоль мажор в современном её понимании заняла у композитора весь 1892 год, но «сочинённая в эскизах симфония не удовлетворила композитора, и он прекратил её оркестровку». Её Первую часть сам Чайковский переработал в единственную часть Третьего фортепианного концерта.
Профессор Московской консерватории, кандидат искусствоведения Юлия Розанова писала в многотомной «Истории русской музыки» (1981 и 1986), что ещё перед сочинением Шестой симфонии Чайковским овладела мысль создать симфоническое произведение на тему борьбы Добра и Зла, но полной ясности у композитора не было. В набросках так и не осуществлённого замысла Чайковский никак не мог остановиться на определённой философской концепции — то его привлекала «идея победы светлого начала, утверждение образов счастья, радости, творческого труда… то на первый план выступала трагическая сторона жизни как тяжёлого, полного страданий пути к смерти, уничтожению». Симфонию эту Розанова называла «Жизнь», считала её программной и утверждала, что ею композитор собирался подвести итоги своего творческого пути. Симфонию ми-бемоль мажор Розанова считала частью этой большой работы — произведением «лирико-жанрового плана с оптимистической концепцией».

## Симфония в современном российском музыковедении
Некоторое внимание уделяет Симфонии «Жизнь» 8-й том «Истории русской музыки», вышедший в 1994 году. Он цитирует фрагмент записей композитора в связи с замыслом этой симфонии. Автор статьи в «Истории русской музыки» доктор искусствоведения Юрий Келдыш относит его к различным планам и наброскам, предшествовавшим работе над Шестой симфонией. Исследователь обращает внимание на то, что именно здесь «возникает зерно того замысла, который был осуществлён двумя годами позже в Шестой симфонии».
Доктор искусствоведения Полина Вайдман проанализировала пометки Чайковского в его записных книжках в статье «Слово Чайковского в рукописях его инструментальных произведений» (2003). Она разделила пометки на две группы: 1) конструктивно-технологическая, которая близка к заметкам других композиторов; 2) ассоциативная, носящая личностно-биографический характер. Эти ремарки, с точки зрения Вайдман, располагаются рядом с нотными набросками и связаны с жизненными импульсами, лежащими в основе творческого процесса композитора («событие биографического плана, размышления над „роковыми вопросами бытия“ или впечатления от прочитанного»). Эти заметки появляются на ранних стадиях работы в процессе формирования замысла. Их наличие, по мнению Вайдман, свидетельствует, что Чайковскому была необходима «отчётливая идея, нередко сформулированная словесно». В качестве примера Вайдман приводила записи «Дальнейшее суть скиццы к симфон[ии] Жизнь! Первая часть — всё порыв, уверенность…», которые считала относящимися к Симфонии ми-бемоль мажор, однако писала, что дальше в этой фразе композитор излагает программу будущей Шестой симфонии. Это она называла «некими витками диалектического развития замысла».
Преподаватель музыкальной литературы в Академическом музыкальном колледже при Московской консерватории Ирина Охалова в книге «Произведения П. И. Чайковского для фортепиано с оркестром» приписывает Симфонии ми-бемоль мажор название «Жизнь» и считает, что к работе над эскизами Симфонии композитор приступил весной 1891 года во время гастрольной поездки в США. Композитор Антон Сафронов, имевший опыт реконструкции симфоний европейских композиторов XVIII—XIX веков, в статье для журнала «Музыкальная жизнь» утверждал, что Чайковский работал над Симфонией ми-бемоль мажор в 1889—1892 годах. В письмах к близким, по утверждению Сафронова (он не ссылается на источник своего утверждения), Чайковский «условно даёт ей программное название „Жизнь“». Он пишет, однако, что «нам до конца не ясно», какое своё сочинение Чайковский имеет при этом в виду — «то, которое к тому моменту уже начал писать, но позднее бросил, или то, которое в конце концов и стало его великой Шестой („Патетической“) симфонией».
В 2005 году Фонд лауреатов Международного конкурса имени П. И. Чайковского и Государственного мемориального музыкального музея-заповедника П. И. Чайковского в Клину предложил работу над новой версией реконструкции Симфонии ми-бемоль мажор композитору и музыкальному педагогу Петру Климову. Формальных причин было две. Одна из них — новое, предложенное Фондом, название «Жизнь»; другая — предполагаемый трёхчастный состав данной симфонии. 

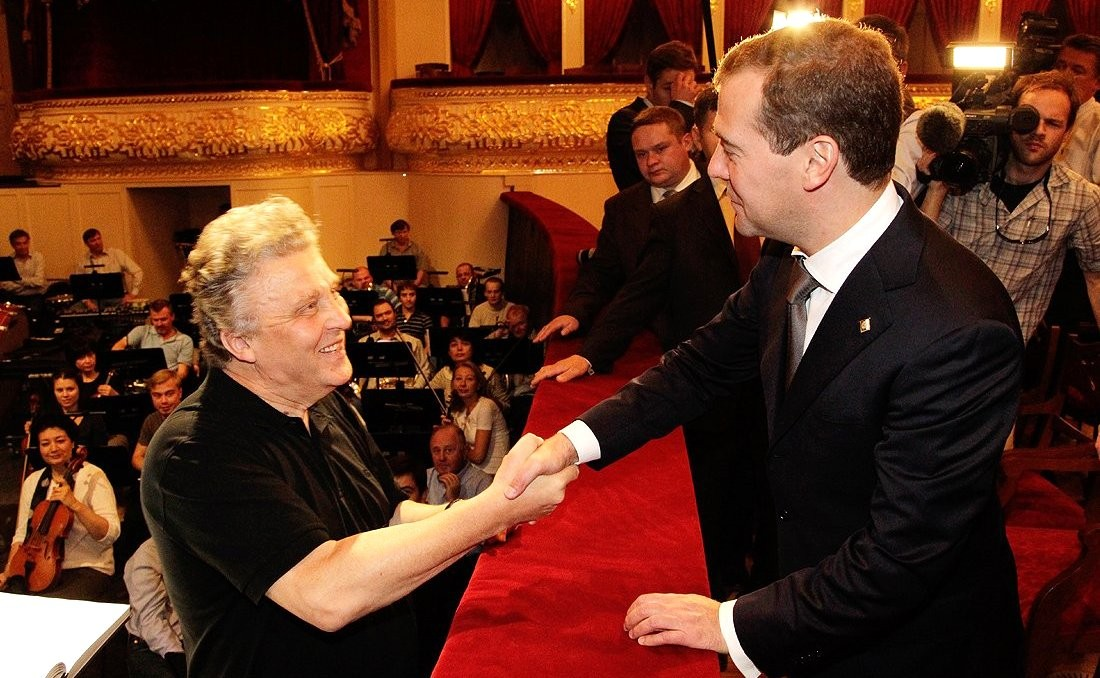
Василий Синайский (слева) в 2011 году

Российские средства массовой информации сообщали, что Симфония ми-бемоль мажор Чайковского в реконструкции Климова была впервые исполнена 8 мая 2006 года в Концертном зале имени П. И. Чайковского в Москве. Она была исполнена в трёх частях именно с подзаголовком «Жизнь». В качестве дирижёра выступил Василий Синайский. Исполнение Симфонии ми-бемоль мажор Государственным академическим симфоническим оркестром России под управлением Томоми Нисимото состоялось несколько позже — 5 июня 2006 года в Клину. Оно было записано на видео и размещено в свободном доступе на YouTube. 22 ноября 2013 года эта же версия была исполнена на сцене Государственной академической капеллы Санкт-Петербурга на концерте в рамках абонемента Симфонического оркестра Капеллы.
В статье «Неоконченная симфония Чайковского — история и современность» 2020 года, опубликованной уже после осуществления им реконструкции Симфонии в научном журнале «Учёные записки Российской академии музыки имени Гнесиных», Пётр Климов заявил, что «симфония ми-бемоль мажор, сочинявшаяся в Клину весной и осенью 1892 года, скорее всего, не имеет к проекту симфонии „Жизнь“ никакого отношения». Сами наброски Симфонии «Жизнь» он датировал 1891 годом.

## Симфония в работах зарубежных исследователей
Немецкий музыковед Томас Райнер опубликовал статью «Симфония ми-бемоль мажор Чайковского и замысел Симфонии „Жизнь“» в журнале Neue Zeitschrift für Musik за 1967 год. Он отмечал, что обе симфонии написаны в тональности ми-бемоль мажор. Композитор составил программу и сделал нотные эскизы к Симфонии «Жизнь», но позднее так и не возвратился к этому своему замыслу. Исследователь задавался вопросом: не использовал ли Чайковский материал Симфонии «Жизнь» при сочинении более поздней Симфонии ми-бемоль мажор. Райнер находил как «определённое сходство» нотного материала первых частей обеих симфоний, так и «существенные различия» между ними. Он делал вывод: «можно предположить, что Чайковский в период „без идей и склонностей“ (нем. „ohne Einfälle und Neigungen“) (так он сам характеризует время сочинения ми-бемоль мажорной симфонии) вернулся к более раннему по времени материалу Симфонии „Жизнь“». Американский музыковед, эмигрантка из СССР Александра Орлова в своей монографии «Чайковский: Автопортрет», вышедшей в Издательстве Оксфордского университета в 1980 году, ограничивалась указанием на различие замыслов Симфонии ми-бемоль мажор и Симфонии «Жизнь».
Уделяет некоторое внимание Симфонии «Жизнь» (отождествляя её с Симфонией ми-бемоль мажор) доктор искусствоведения, украинский музыковед Галина Побережная. По её мнению, работа над этим произведением связана с погружением Чайковского «в свои истоки», и само оно носит автобиографический характер. Однако он отказался от продолжения работы над Симфонией, концепция которой, по предположению Побережной, могла показаться композитору «слишком обобщённой». Истоки обращения к своему прошлому она искала в быстром старении и ухудшении здоровья композитора: «волосы поредели и полностью поседели, лицо покрылось морщинами, стали выпадать зубы, ослабело зрение», «поворот к перспективе собственной старости и смерти в сознании Чайковского окончательно совершился». С её точки зрения, Чайковский понимал, что «угасание с годами творческой способности неизбежно, но признать, что это уже наступило, было страшно». Симфонию «Жизнь», от которой остались только эскизы, Побережная считала первой из двух попыток Чайковского завершить свою творческую карьеру. Второй стала Шестая симфония. Музыковед называла Первую часть обеих симфоний отражением начала жизненного пути композитора, но как «образ промелькнувших воспоминаний о детстве, воспоминаний, родившихся среди мучительных, горестных дум».

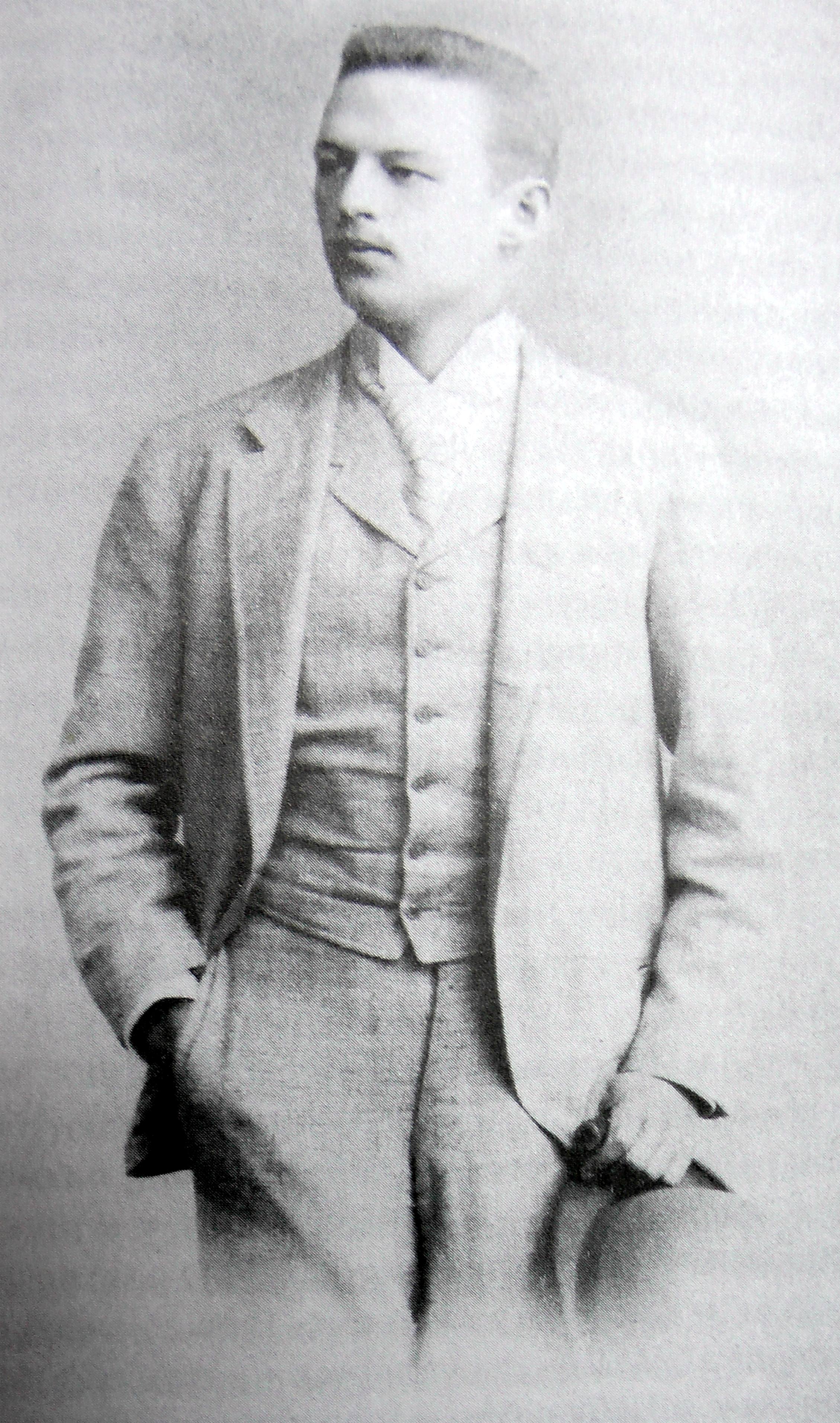
Владимир Давыдов в 1891 году

Американский биограф композитора Александр Познанский не делал различия между замыслом Симфонии «Жизнь» и работой композитора над Симфонией ми-бемоль мажор и практически отождествлял их. Для него всё это была работа над Симфонией-осмыслением «общих проблем бытия». К ней он возвращался постоянно в течение длительного времени, хотя неоднократно вынужден был отвлекаться на оперу «Иоланта» и балет «Щелкунчик». Фрагмент текстовых и нотных записей, традиционно связываемый с набросками к Симфонии «Жизнь», Познанский относил к пребыванию композитора на борту парохода «Бисмарк» весной 1891 года.
Композитор, по утверждению Познанского, дважды принимался за Симфонию «Жизнь»: это произошло в 1892 году и во время пребывания композитора в Одессе в самом начале 1893 года. Возвращение к работе Познанский связывал со встречей Чайковского со своей бывшей гувернанткой Фанни Дюрбах незадолго до этого в городке Монбельяр, который находится неподалёку от Базеля. Эта встреча погрузила Петра Ильича в воспоминания о детстве и юности. Они соединились с любовью к племяннику — Владимиру Давыдову. Её Познанский характеризует как «безмерную, всеобъемлющую» и «последнюю» любовь композитора. Если прежде симфония казалась Чайковскому абстрактной, то теперь она приобрела глубоко личный характер. Биограф утверждал, что в своей симфонии композитор хотел пересказать возлюбленному историю собственной жизни. С точки зрения Познанского, возвращение к замыслу заброшенной Симфонии «Жизнь» стало в действительности началом работы над будущей Шестой симфонией, которую в письме к Владимиру Давыдову Чайковский назвал «Программной», но тут же оговорился, что для слушателей программа симфонии должна остаться тайной. Музыка же этого произведения была для автора настолько личной, что композитор плакал, когда сочинял её.
Биограф Чайковского Роланд Джон Уайли относил к Симфонии ми-бемоль мажор текстовые и музыкальные этюды на двух недатированных листках, предположительно относящихся к началу 1890-х годов, которые обычно связываются исследователями с Симфонией «Жизнь» («Дальнейшее суть скиццы…»). В связи с этими заметками Уайли обращал внимание, что преувеличение внимания к программе в искусствоведении отвлекает внимание от «поэтического элемента», который лежал в основе симфоний Чайковского. Уайли, ссылаясь на Бориса Асафьева, писал, что существование программы музыкального произведения не обязательно играет определяющую роль в нём. Работа над «Пиковой дамой» отвлекла Чайковского от задуманной симфонии.
Биограф Чайковского Энтони Холден считал наброски к Симфонии «Жизнь» (их он относит ко времени путешествия из США в Европу) началом работы композитора над будущей Шестой симфонией. Временный отказ от реализации этого проекта и сочинение Симфонии ми-бемоль мажор, которую исследователь противопоставляет Симфонии «Жизнь» (=«Патетической»), Холден называет «фальстартом». Возвращение к отложенному проекту в феврале 1893 года биограф связывал с посещением Чайковским своей бывшей гувернантки Фанни Дюрбах.
Профессор музыковедения Тюбингенского университета имени Эберхарда и Карла Томас Кольхазе посвятил свою статью, опубликованную на международном сайте «Die Tschaikowsky-Gesellschaft», сбору и обобщению данных о соотношении Симфонии ми-бемоль мажор, Третьего фортепианного концерта, «Andante и Finale» и Scherzo-Fantasie. Музыковед чётко разделяет наброски к Симфонии ми-бемоль мажор и Симфонии «Жизнь», хотя и делает замечание, что оба замысла относятся к одному и тому же времени. По его утверждению, композитор не использовал материал из второй симфонии в первой.
Доктор искусствоведения Марина Рыцарева, живущая в Израиле, опубликовала в 2014 году на английском языке книгу «Патетическая [симфония] Чайковского и русская культура». В 2017 году эта книга в существенно изменённом виде (изменения коснулись иллюстраций, структуры книги, сокращены были пояснения к тексту) была опубликована на русском языке под названием «Тайна Патетической Чайковского (о скрытой программе Шестой симфонии)». В книге Рыцарева отождествляет Симфонию ми-бемоль мажор и Симфонию «Жизнь». Анализируя подход Чайковского к сочинению программной музыки в процессе сопоставления замыслов Симфонии ми-бемоль мажор «Жизнь» с «Манфредом», Рыцарева писала о «более амбициозном философском замысле» в симфонии, но тут же оговаривала, что эта идея была «претенциозной» и «иллюзорной».
Отмечая большое значение для позднего творчества Чайковского знакомства с книгами Эрнеста Ренана (он скончался 2 октября 1892 года — за полтора месяца до уничтожения Симфонии ми-бемоль мажор), Рыцарева цитировала фразу, принадлежавшую французскому философу и явно знакомую композитору: «Смерть добавляет совершенства самому совершенному человеку; она освобождает его от всех недостатков в глазах тех, кто любил его». Исследователь так писала о причинах отказа от завершения этой симфонии: «Его незавершённый и заброшенный проект Симфония „Жизнь“ отражал его [Чайковского] поиск собственной модели этоса. В какой-то момент он словно осознал и смирился, что ему не удалось создать классическую симфонию модели „становления себя самого“, в которую он сам мог бы поверить. Правда о жизни героя требовала правды и о его смерти со всем её человеческим страхом, страданием и мукой».

## В культуре

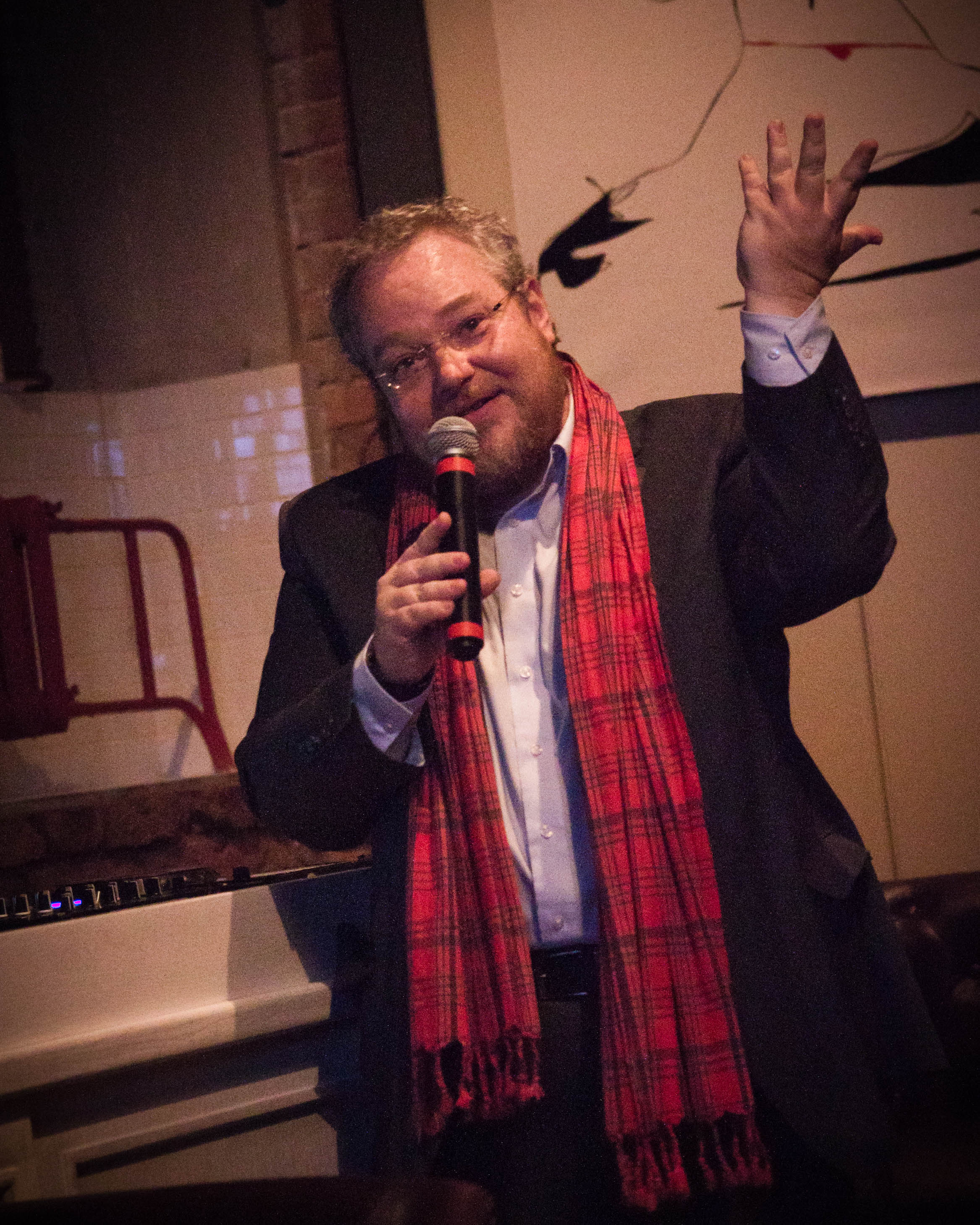
Артём Варгафтик на открытии Way2Art в 2015 году

В 1990 году была опубликована книга инженера-кораблестроителя по образованию, посвятившего бо́льшую часть жизни работе над биографиями русских музыкантов, Бориса Никитина «Чайковский. Старое и новое». Он писал, что если Шестая симфония была сочинена Чайковским только в феврале — марте 1893 года, то замысел симфонии, которая бы отражала жизнь композитора, появился раньше — в мае 1891 года. С ним Никитин связывает набросок программы так и не написанной Симфонии «Жизнь». В качестве примеров близости замыслов обеих симфоний автор книги приводил записи Чайковского по поводу Симфонии «Жизнь»: «Финал смерть — результат разрушения», «четвёртая [часть] кончается замиранием». С иронией Никитин писал: «Если поверить тем, кто склонны рассматривать Шестую симфонию как прощание с жизнью перед задуманным самоубийством, то получается, что этот страшный акт был задуман Чайковским более чем за два года до его свершения».
Российский музыкальный педагог и популяризатор академической музыки Артём Варгафтик подготовил в рамках проекта «Партитуры не горят» телепрограмму «П. И. Чайковский. Симфония „Жизнь“» (снята телекомпанией «Вектор-Русь» в 2008 году), в которой он рассказывает историю Симфонии ми-бемоль мажор. В финале программы Варгафтик заявляет, что вопрос об отождествлении её с Симфонией «Жизнь» не может быть решён никогда. Телепрограмма демонстрировалась на канале «Культура» и была снята в Музее-заповеднике Чайковского в Клину. В передаче использована музыка из Третьего фортепианного концерта и Симфонии ми-бемоль мажор в обеих существующих реконструкциях.
В 2020 году в Государственном мемориальном музыкальном музее-заповеднике П. И. Чайковского в Клину открылась обновлённая выставка «Симфония „Жизнь“». Она приурочена к 180‑летию со дня рождения Чайковского. Экспозиция представлена посетителям в течение 5 лет. Организаторы сообщали, что цель выставки — «приоткрыть тайну творческой лаборатории Чайковского». Среди экспонатов, представленных на ней: личные вещи, фотографии, книги, документы, письма, дневники и рукописи сочинений Чайковского. Для подготовки выставки использовались современные технологии и средства мультимедиа. Несмотря на своё название, выставка «Симфония „Жизнь“» в отношении содержания не связана с одноимённым произведением композитора. Первоначальный вариант экспозиции был открыт ещё в 2015 году, тогда он был подготовлен к 175-летию Чайковского. Куратором экспозиции была доктор искусствоведения Полина Вайдман. Название было выбрано искусствоведом неслучайно. «Российская газета» писала, что в 1891 году Чайковский планировал «создать симфонию с символическим заголовком „Жизнь“, которая бы подытожила весь его творческий путь», и составил наброски к её программе, они «представляют отражение всей жизни композитора: порыв, жажда деятельности и любовь переходят в разочарование и „замирание“». Куратором обновлённой экспозиции стала заведующая Фондом рукописных и печатных источников Дома-музея Чайковского в Клину Ада Айнбиндер.